# ویکتور ووتن
ویکتور لمونته ووتن (متولد ۱۱ سپتامبر ۱۹۶۴) یک نوازندهٔ آمریکایی گیتار بیس، آهنگساز، تهیه‌کننده و آموزگار موسیقی است که موفق به دریافت پنج جایزه گرمی شده‌است. او نوازندگی بیس گروه بلافلک‌و فلکتنز را از زمان تشکیل این گروه در سال ۱۹۸۸ به عهده دارد و یکی از اعضای گروه SMV به همراه دو بیسیست دیگر استنلی کلارک و مارکوس میلر است. از ۲۰۱۷ هم برای گروه متال نیترو بیس می‌زند.
او صاحب انتشارات Vix است که آلبوم‌های خود او را هم منتشر می‌کند. او کتابی به نام درس موسیقی: جستجویی معنوی برای رشد از طریق موسیقی نوشته‌است.
ووتن سه بار برنده جایزهٔ نوازندهٔ بیس سال از مجلهٔ Bass Player شده‌است و اولین کسی‌ست که بیش از یک بار این جایزه را برده. در سال ۲۰۱۱ او توسط مجلهٔ Rolling Stone در رتبهٔ نخست ده نوازندهٔ بیس همهٔ دوران قرار گرفت.